# Souk Ahras
Souk Ahras (bereber: Suq Ahras o Tagaste; nombre antiguo: Thagaste; en árabe: سوق أهراس‎) es una comuna de Argelia. Es la capital de la provincia del mismo nombre. Tiene 156.745 habitantes (2008).
Fue un importante núcleo en la Antigüedad, con el nombre de Tagaste. En ella nació, el 13 de noviembre de 354, Agustín de Hipona, santo, padre y doctor de la Iglesia católica.